# HD 88218
HD 88218，又名CD-35 6194，SAO 201109、HR 3992，是一颗恒星，视星等为6.13，位于銀經269.69，銀緯16.36，其B1900.0坐标为赤經10h 5m 13.1s，赤緯-35° 16.36′ 58″。